# Daisy Burrell
Daisy Isobel Eaglesfield Ratton, más conocida por su nombre artístico Daisy Burrell (16 de junio de 1892 – 10 de junio de 1982), fue una actriz teatral británica, habitual del género musical, y que también fue primera actriz en diferentes producciones de la época del cine mudo y en pantomimas.

## Biografía
Nacida en Singapur, Colonias del Estrecho, estudió en la Guildhall School of Music and Drama de Londres.

### Carrera inicial
Su primera actuación teatral tuvo lugar en el London Hippodrome en julio de 1903, haciendo el papel de Kitty en The Redskins, un espectáculo acuático de Alicia Ramsey. Tras finalizar sus estudios, hizo pantomima en el Teatro Drury Lane, destacando en 1910 con su actuación en el Teatro Vaudeville en The Girl in the Train. Tras el cierre de esa producción en Londres, Burrell viajó en gira hasta 1911.
Después permaneció seis años en la compañía itinerante de George Edwardes, actuando en las comedias musicales eduardianas The Marriage Market, Peggy, The Sunshine Girl y otras. En The Marriage Market interpretaba a un guardia marina, y en 1912 cantó el papel de Juliette en una producción de la opereta de Franz Lehár El conde de Luxemburgo, actuando al año siguiente en Gipsy Love, también de Lehár. Encarnó a un chico, David Playne, en el reparto original del nuevo musical de Frederick Lonsdale, Gladys Unger, y Paul Rubens Betty, el cual se estrenó en el Teatro Prince de Mánchester en la víspera de Navidad de 1914, y que se pasó al Daly, uno de los Teatros del West End londinense el 24 de abril de 1915.

### Carrera cinematográfica y posterior

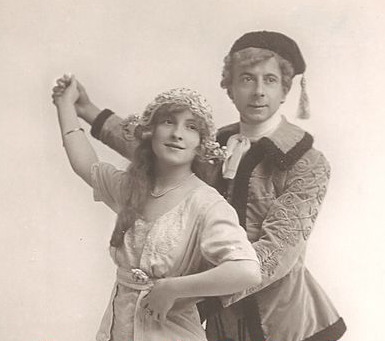
Daisy Burrell con William Spray en Gipsy Love (1913)

El primer papel cinematográfico de Burrell llegó en The Valley of Fear (1916), un precoz film sobre Sherlock Holmes, en el cual ella hacía el primer papel femenino. Consiguió el papel tras verla el productor G. B. Samuelson interpretando Cenicienta en el London Palladium. A esa película siguieron otras varias. En su segundo film, Just a Girl (1916), encarnaba a la heredera australiana Esmeralda, que rechazaba a un lord inglés interpretado por Owen Nares para casarse con un minero. En una versión filmada en 1917 de Little Women ella fue Amy, la menor de las cuatro chicas. En The Last Rose of Summer (1920) hizo de nuevo uno de los papeles protagonistas, y en diciembre de 1920 recibió buenas críticas por su trabajo en The Pride of the Fancy, un film sobre un campeón de boxeo.
En los años en los que trabajó para el cine, Burrell siguió con su faceta de actriz teatral. Como tal, el 23 de noviembre de 1916 formó parte de la sesión inaugural del espectáculo de Fred Thompson Houp La!, que tuvo lugar en el nuevo Teatro St Martin, y en el que interpretaba a Aggie, representándose la obra hasta finales de febrero de 1917. En abril de 1917 estrenó una revista titulada £150 en el Teatro Ambassadors, y en la primavera y verano de 1919 fue Mollie Maybud en Nobody's Boy, pieza representada en el Teatro Garrick. Además, en mayo de 1919 fue la cover girl de un número de la revista Picturegoer.
En 1920 Burrell volvió a la pantomima con el papel del título en la pieza de Julian Wylie y James W. Tate Cenicienta, llevada a escena en el Empire Theatre, en Sheffield, y en 1921 en el Empire de Cardiff, con Stanley Lupino. De diciembre de 1922 a marzo de 1923 fue otra vez la Cenicienta de Wylie y Tate en el London Hippodrome, encarnando Clarice Mayne al Príncipe Encantador, y Lupino a Buttons, representándose esta producción en un total de 176 ocasiones.
En mayo de 1924 Burrell entró en una competición promovida por el escultor y miembro de la Royal Academy F. W. Pomeroy (1856–1924), que había ofrecido un premio "para el par de pies más perfectos". Ella empató con la bailarina Margery Prince por el primer premio de 50 libras, y The Miami News informaba que Burrell había sido elegida ocho veces para encarnar a Cenicienta a causa de la delicadeza de sus pies.

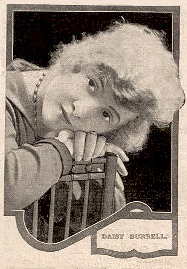
Daisy Burrell en 1919, en la portada de Picturegoer de 10–17 de mayo de 1919

En julio de 1924 se unió a una compañía itinerante para actuar en al musical de George M. Cohan Little Nellie Kelly. En ese momento de su carrera teatral, ella estaba representada por la Akerman May Agency, en Londres. La publicación Who Was Who in the Theatre, 1912–1976 no recogía actuaciones de Burrell a partir de 1924. Sin embargo, el libro de Palmer British Film Actors' Credits, 1895–1987 la identifica con la Daisy Burrell que hizo dos papeles menores en los filmes británicos Woman to Woman (1946) y Green Fingers (1947), al igual que hace la base de datos en línea del British Film Institute. Ninguna publicación explica sus desapariciones del mundo del espectáculo en 1924 y en 1947.
La National Portrait Gallery de Londres conserva catorce fotografías de Burrell realizadas por Alexander Bassano, y fechadas entre 1919 y 1922. En varias de ellas está vestida de Cenicienta, y cuatro de las mismas incluyen a Clarice Mayne.

## Filmografía
- The Valley of Fear (1916)
- Just a Girl (1916)
- It's Always the Woman (1916)
- Little Women (1917)
- The Bridal Chair (1919)[25]
- Convict 99 (1919)[26]
- The Artistic Temperament (1919)
- The Pride of the Fancy (1920)[27]
- The Last Rose of Summer (1920)
- Woman to Woman (1946)
- Green Fingers (1947)